# Pequeña Capilla de Saint Andrew
La Pequeña Capilla de Saint Andrew o simplemente la Pequeña Capilla (en inglés: Little Chapel; en guerneseyés: la p'tite capelle d'Saint Andri) es un edificio religioso que se localiza en Saint Andrew, Guernsey, situado concretamente en Les Vauxbelets. Fue construida en julio de 1914, por el hermano Déodat de los hermanos de La Salle. Se concibió como una versión en miniatura de la gruta y la basílica de Lourdes, la basílica del Rosario en Francia. Se ha dicho que "es la capilla más pequeña en funcionamiento en Europa, si no del mundo", y se "cree que es más pequeña iglesia consagrada del mundo".
La capilla original fue construida por el hermano Déodat de marzo de 1914 (mide 9 pies de largo por 4.5 pies de ancho). Pero después de recibir las críticas de los otros hermanos esta primera capilla fue demolida. A continuación una segunda capilla se finalizó en julio de 1914 (de 9 x 6 pies). Sin embargo, cuando el obispo de Portsmouth la visitó en 1923, no pudo pasar a través de la puerta, por lo que Déodat de nuevo la demolió. La tercera y actual versión de la capilla comenzó poco después de la última demolición, y mide 16 pies por 9 pies. Déodat fue a Francia en 1939 y murió allí, y nunca logró ver  su capilla terminada. 
En 1977, se estableció un comité para restaurar la capilla y ahora esta bajo el cuidado del Blanchelande College.
En 2010, cinco vitrales fueron destruidos, causando £ 3.000 dólares en daños, y la condenación de los vándalos. La capilla también ha sido descrita como "probablemente la mayor atracción turística en Guernsey".

## Véase también

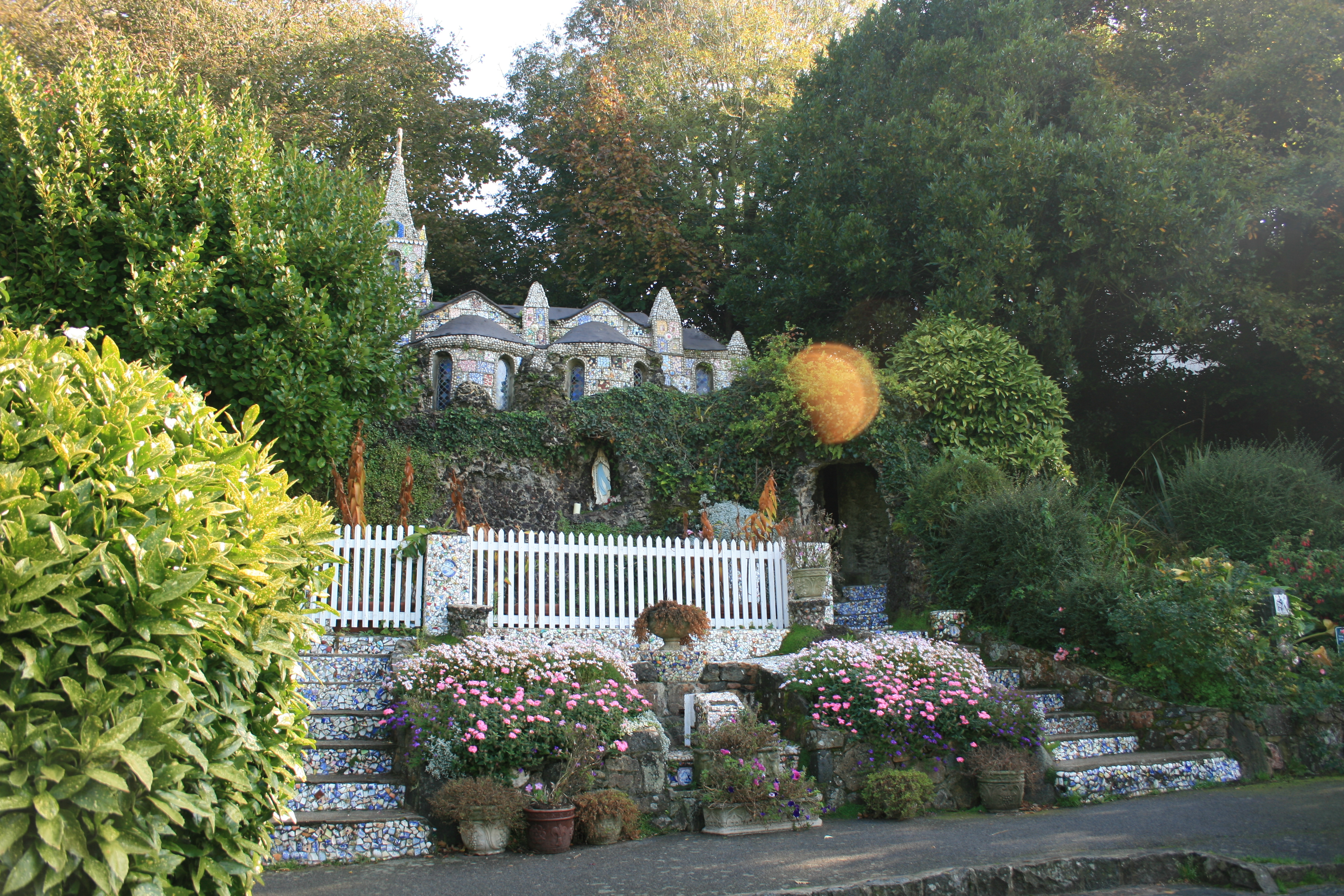
Vista de los alrededores de la Capilla